# Woonboot

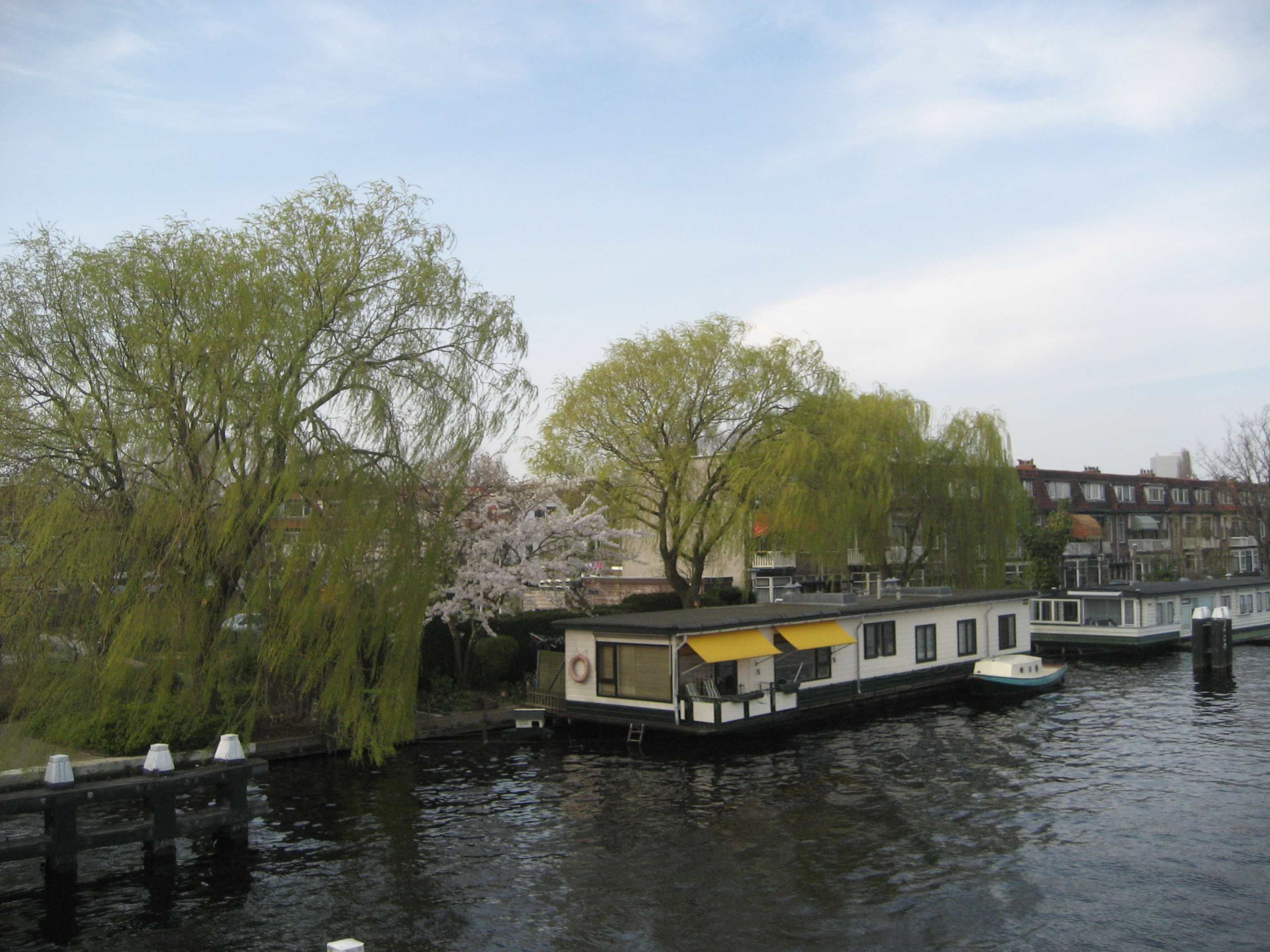
Een ark in Leiden

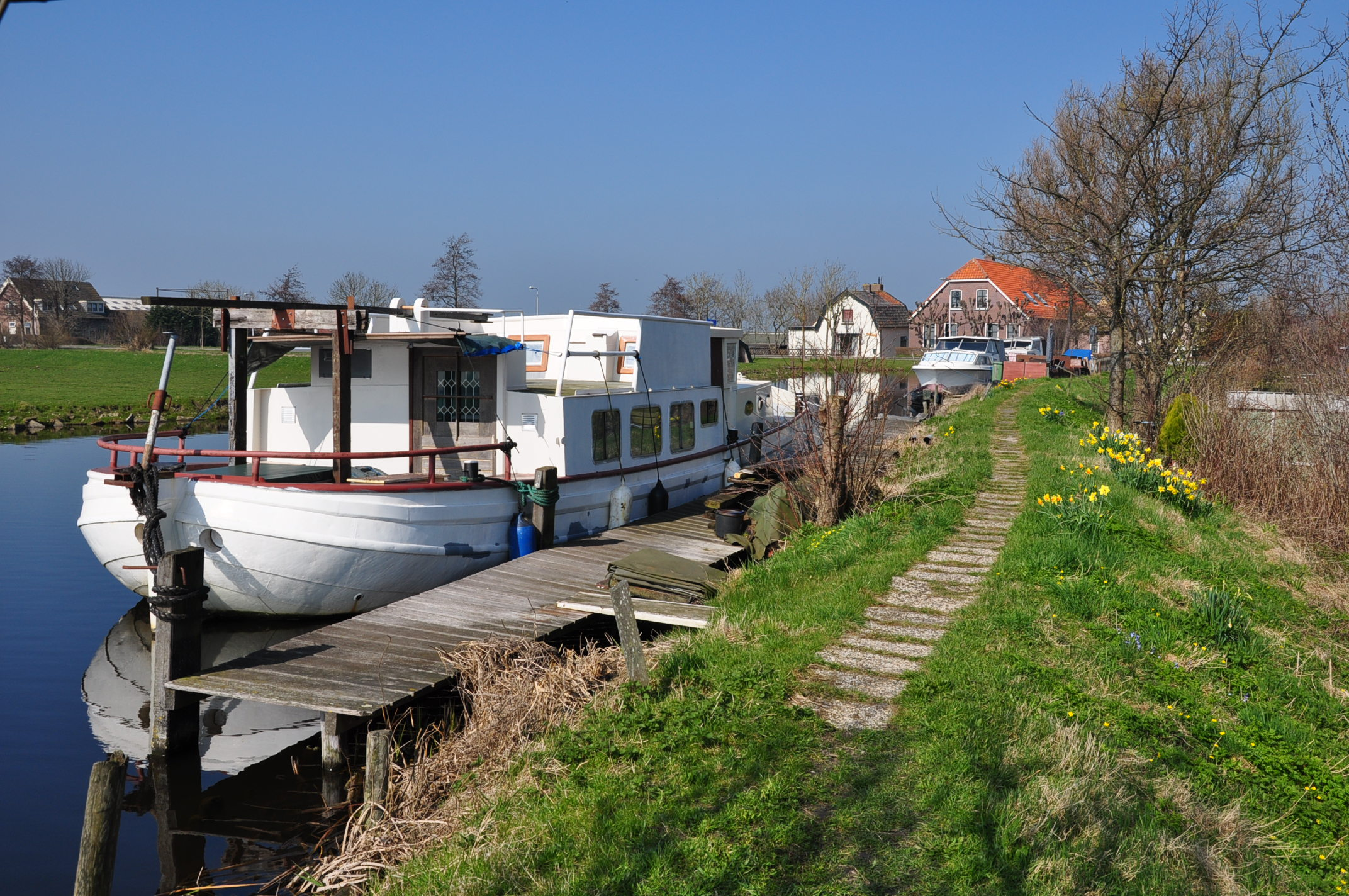
Een schark in Kaag en Braassem, Hoogmade

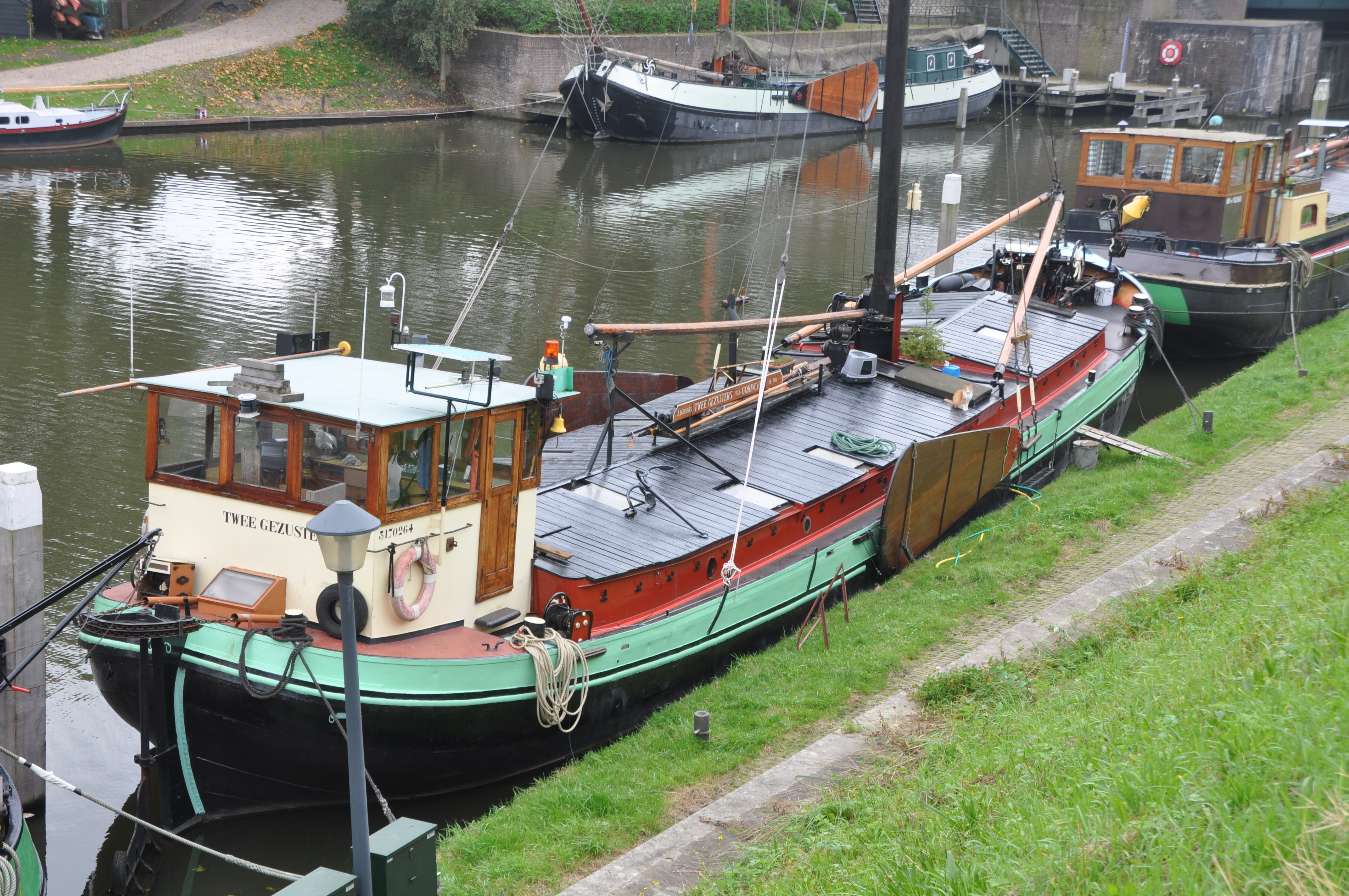
Een bewoond varend monument, de Twee Gezusters uit 1912 in Gorinchem

Een woonboot is een verzamelnaam voor boten die zodanig zijn ingericht, dat men erop kan wonen en waarvan de primaire functie ook wonen is. Een woonboot is niet meer (primair) bedoeld om mee te reizen. Een woonboot kan een ponton zijn met een soort huis erop, maar ook een zeilschip of, wat veel voorkomt, een oud binnenvaartschip dat al dan niet blijvend aan de vaart is onttrokken.

## Soorten woonboten
Arkeen betonnen casco waarop een houten, stenen of kunststof opbouw is bevestigd.
Scharkeen veelal metalen schip, vaak in onbruik geraakt binnenvaartschip of schuit, waarop een houten, stenen of kunststof opbouw is gemaakt. Hij lijkt op een ark, maar onderscheidt zich door de metalen onderbouw. Hij moet eens in de vijf jaar naar de werf voor onderhoud.
Woonschipvaak een traditionele schip, uit de vaart genomen binnenvaartschip of anderszins historisch schip, dat een liggende (niet varende) woonfunctie heeft gekregen. Soms is zo'n woonschip nog in staat tot varen.
Tiny houseboateen kleine woonboot voorzien van alle gemakken, naar voorbeeld van de tiny houses aan wal. Ondanks de compacte vorm is hij voorzien van sanitair en de mogelijkheid om te koken. De bak waarop hij drijft kan van allerlei materialen zijn gemaakt, bijvoorbeeld van aluminium als catamaran of van kunststof voor drijvers zodat er ook mee gevaren kan worden. Een voorbeeld van zo'n scheepje is de Flark uit 2003.

## Voorbeelden van bijzondere woonboottypen
Er bestaan diverse speciale woonboottypen. De meeste zijn echter geen woonboten in de strikte zin van het woord, door het ontbreken van de woonfunctie.
StudentenbootDit kan een ponton zijn waarop een soort containers geplaatst zijn in woonlagen die ingericht zijn om bewoond te worden door studenten;
BotelEen ander bijzonder type is het drijvende hotel. Bekende exemplaren zijn die in Maastricht en Amsterdam.
BajesbootBij gebrek aan andere ruimte voor opgepakte illegaal in Nederland verblijvende personen heeft het ministerie van Justitie in Rotterdam, Dordrecht en Zaanstad bijzondere detentiecentra ingericht; detentieboten ofwel bajesboten. Mensen die de overheid het land uit wil zetten, verblijven hier onder spartaanse omstandigheden. Na de brand in het cellencomplex op Schiphol is ook bij deze wijze van opsluiting een vraagteken komen te staan, voornamelijk vanwege de (brand)veiligheidssituatie. In 2008 kwam Amnesty International tot de slotsom dat het regime op de boten in strijd is met de mensenrechten. De bajesboten zijn sinds 2010 niet meer in gebruik omdat ook de Inspectie van het ministerie van Veiligheid en Justitie ernstige kritiek had op de gebrekkige omstandigheden.

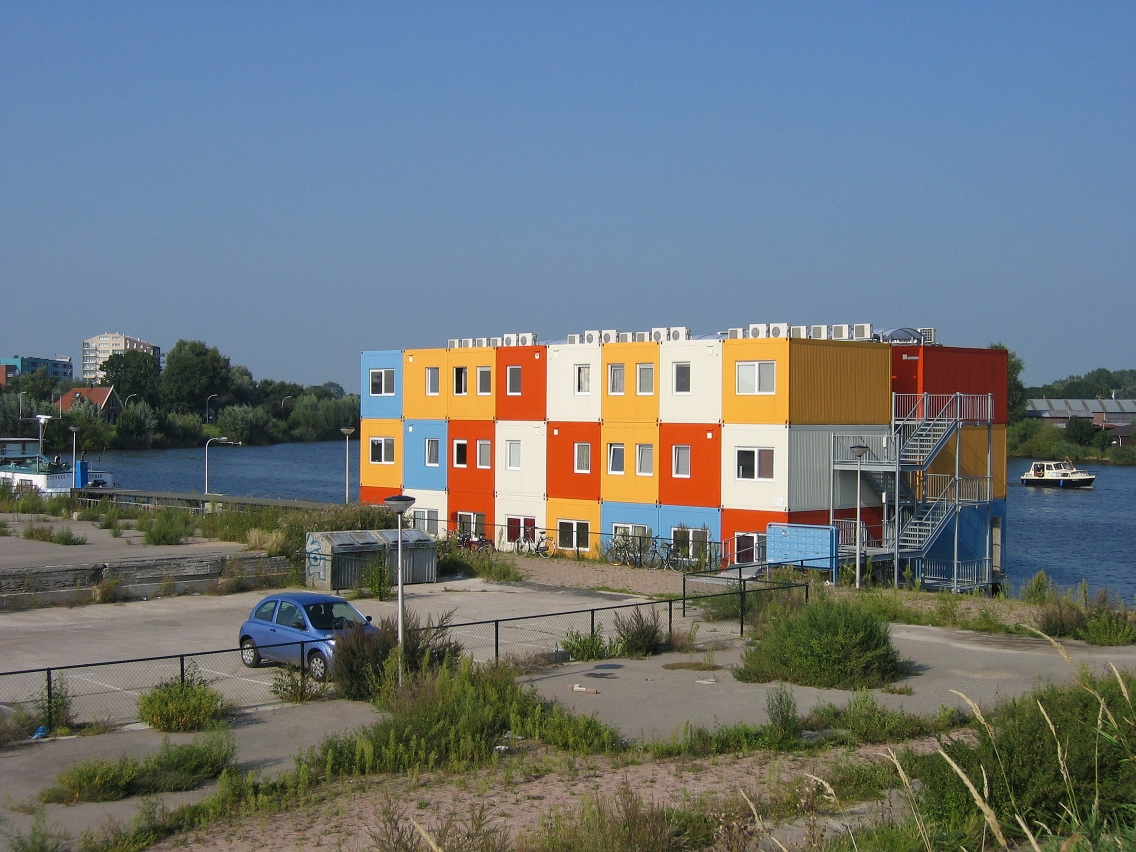
Studentenboot aan het Zwarte Water in Zwolle
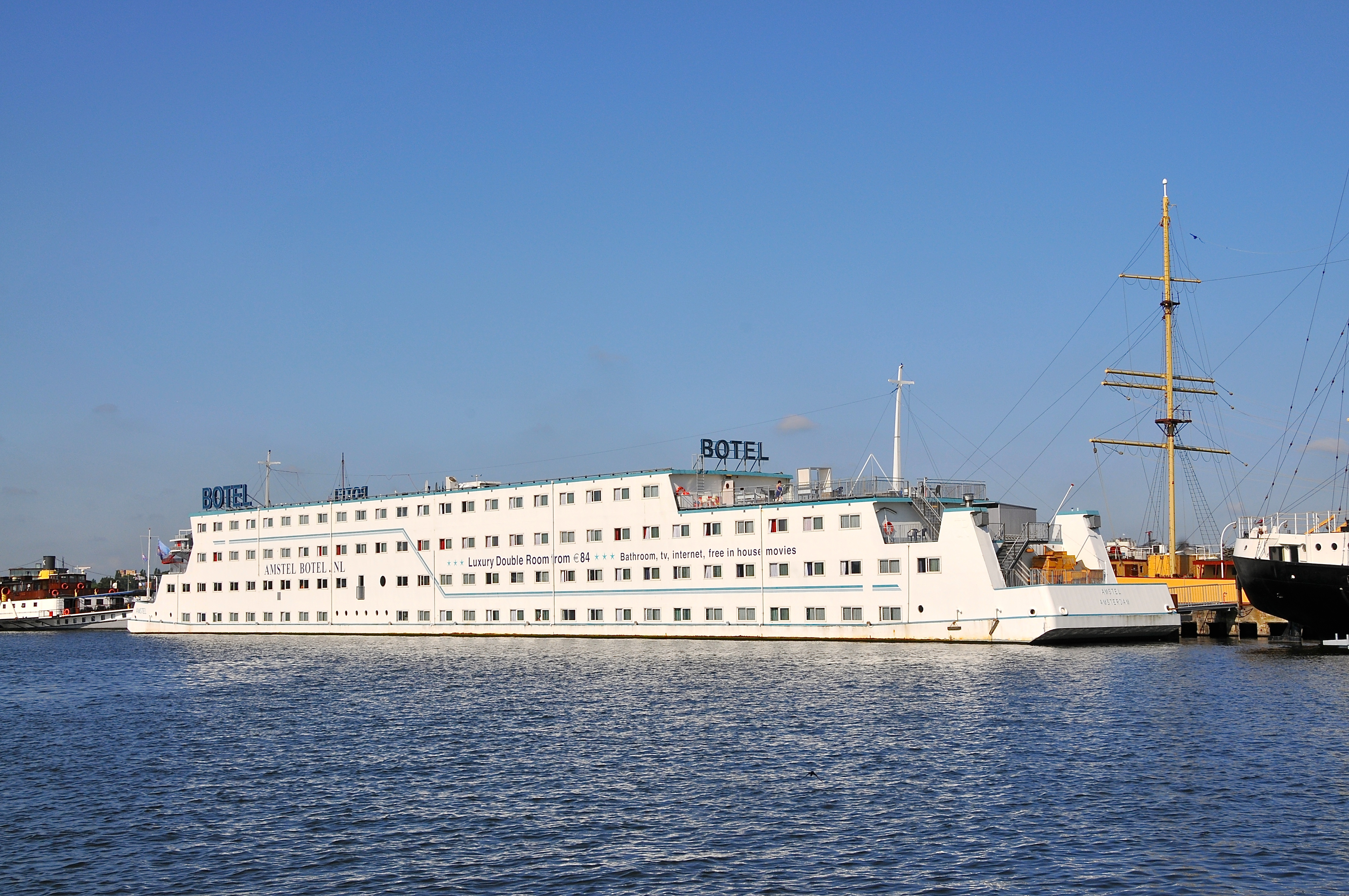
Amstel Botel in Amsterdam

## Nederland
Er waren rond 2010 in totaal ongeveer 12.000 ligplaatsen in Nederland. De meeste ligplaatsen te vinden zijn in de regio rond Amsterdam.
Woonboten hebben een eigen woonadres. Bijzonder hieraan is het gebruik van de letters t/o = tegenover. De woonboot ligt dan tegenover het huis met het adres zonder t/o, dus Boterdiep t/o 15, ligt aan de overkant van het huis Boterdiep 15. Ook de aanduiding a/b met de betekenis aan boord komt voor. Na a/b volgt dan de naam van de boot. Het adres is dan: Julianakade a/b Drie Gezusters. Tegenwoordig hebben boten meestal een gewoon nummer. Om ze te onderscheiden van "gewone" nummers worden ze (ook) voorafgegaan door a/b (Julianakade a/b 3). Men begint ook wel te tellen bij 1000 (Singel 1003). In de gemeente Amsterdam is men ertoe overgegaan de woonboten een eigen huisadres te geven. Een lettertoevoeging indiceert dat het om een woonboot gaat. Zo heeft de woonboot tegenover Prinsengracht 824 het nummer 824G gekregen.

### Regelgeving voor schepen
In 2014 deed de Raad van State een uitspraak, waaruit volgt dat woonboten ‘bouwwerken’ zijn in de zin van de Woningwet en de Wet algemene bepalingen omgevingsrecht (Wabo). Het gevolg daarvan was, dat alle woonboten in Nederland plotseling moesten voldoen aan alle regelgeving die daarbij hoort (met eisen aan verblijfruimtes, zoals breedte van deuren, voorschriften voor trappen, maar ook vluchtwegen, brandveiligheid, en dergelijke). Aangezien de meeste bestaande woonboten niet aan deze eisen kunnen voldoen, zouden vrijwel alle woonboten daarmee plotseling illegale bouwwerken zijn geworden.
De rijksoverheid werkte daarna aan een wet die deze situatie repareert: de Wet verduidelijking voorschriften woonboten (Wvvw). Op 1 januari 2018 is deze Wet van 25 januari 2017 tot wijziging van de Woningwet en de Wet algemene bepalingen omgevingsrecht in verband met de verduidelijking van voorschriften voor woonboten in werking getreden. In het voorstel voor de WvvW was overgangsrecht opgenomen dat geldt voor alle bestaande woonboten die voldoen aan de lokaal geldende regels. Dat overgangsrecht geldt ook voor toekomstige verbouwingen.

### Ligplaatsbeleid
Gemeenten en waterschappen hebben vaak speciale gedeelten van kanalen of havens aangewezen voor woonboten. Deze officiële ligplaatsen hebben dan ook vaak nutsvoorzieningen, zoals gas, water en elektriciteit.
In Nederland is een beperkt aantal officiële ligplaatsen voor woonboten beschikbaar; ongeveer 10.000. Nederland kent een restrictief ligplaatsbeleid; het aantal officiële ligplaatsen wordt in principe niet uitgebreid. De vraag naar ligplaatsen is daarom groot. Een officiële ligplaats is opgenomen in het bestemmingsplan, heeft daarin een woonfunctie en heeft een ligplaatsvergunning. Ligplaatsvergunningen kunnen overdraagbaar en niet-overdraagbaar zijn; ofwel bij verkoop van de woonboot kan de vergunning al dan niet automatisch aan de nieuwe eigenaar overgaan. Voor historische woonschepen is tevens een beperkt aantal ligplaatsen in historische havens beschikbaar. Veel woonboten hebben echter geen vergunning en liggen in feite dus illegaal of worden gedoogd: de gemeente is op de hoogte van de illegale situatie maar kiest ervoor deze vooralsnog te laten bestaan.
Diverse Nederlandse gemeenten of deelgemeenten voeren een actief woonbotenbeleid. Het gaat daarbij onder meer om liggelden (precario), vergunningen, afmetingen, welstand en nautische issues (vrije doorvaart et cetera). Soms komen woonbootbewoners en gemeentebestuur tegenover elkaar te staan. Met name in Amsterdam kan het debat stevige vormen aannemen, vooral als het gaat om onderwerpen als het wegslepen van illegale woonboten of de verhoging van liggelden.

### Roerend of onroerend?

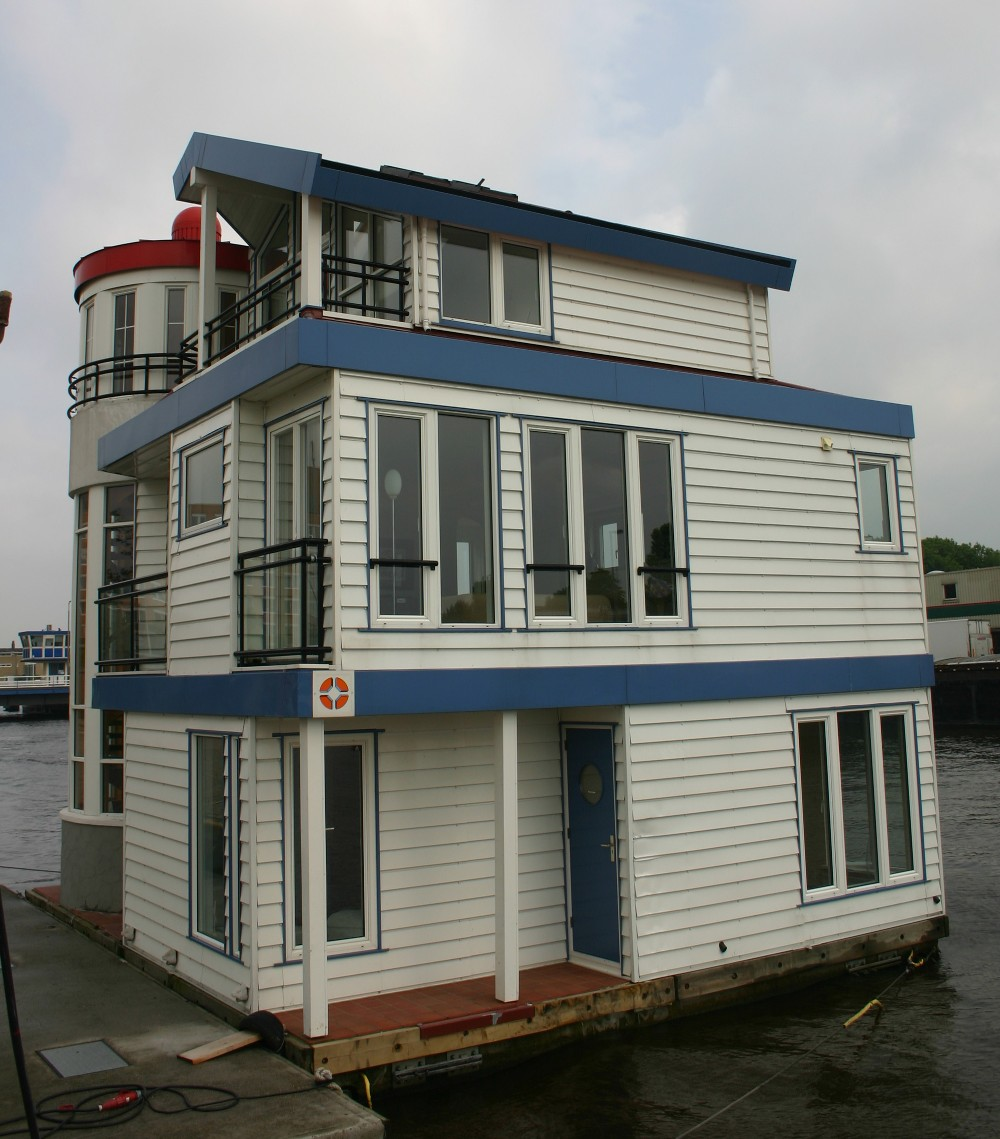
Woonboot gefotografeerd te Leeuwarden (2004), later naar Deventer verhuisd

Een woonark is een zaak die blijkens zijn constructie bestemd is om te drijven en drijft, zodat sprake is van een schip in de zin van artikel 8:1 BW. Een schip is in het algemeen een roerende zaak, zie Hoge Raad 15 januari 2010, ECLI:NL:HR:2010:BK9136.. In die uitspraak oordeelt de Hoge Raad dat het enkele feit dat een woonboot door middel van beugels is verbonden met in de bodem verankerde meerpalen niet maakt dat deze onroerend wordt.
Om te bepalen of sprake is van een onroerende zaak gaat het er om dat de woonboot duurzaam met de grond (dus de bodem van het water) verenigd is als die, mede gelet op de bedoeling van degene door wie of in wiens opdracht het tot stand is gebracht, naar aard en inrichting bestemd is om duurzaam ter plaatse te blijven en dit ook naar buiten kenbaar is uit bijzonderheden van aard en inrichting van dat gebouw of werk. Hierbij mag geen acht geslagen worden op omstandigheden die zien op de omgeving van de woonark, aldus HR 15 januari 2010.
Hoewel de meeste woonboten als roerende zaak worden beschouwd, kan er meestal een gewone hypotheek op worden afgesloten en gelden in Nederland dezelfde belastingregels als voor de onroerende woning, mits de woonboot niet ook regelmatig vaart. In veel plaatsen in Nederland betalen bewoners de normale gemeentelijke belastingen, maar wordt op woonboten roerendezaakbelasting (rzb) in plaats van de onroerendezaakbelasting (ozb) geheven.

### Huurbescherming en huurprijsbescherming
Voor het wonen op het water geldt noch huurbescherming noch huurprijsbescherming. Als gevolg hiervan zijn woonbootbewoners – die vrijwel allemaal een ligplaats moeten huren – vogelvrij in die zin, dat ze nooit zeker kunnen zijn van een ligplaats of van de prijs die ze voor die ligplaats betalen. In het ligplaatsenbeleid van de provincie Zuid-Holland worden alle woonboten van de vaarwegen verjaagd en verwezen naar nog niet bestaande woonbotenhavens van de gemeenten in de provincie. Staatssecretaris Frans Weekers van Financiën zond op 28 december 2010 een informatiebrief aan alle huurders van een ligplaats van een woonboot aan rijkswateroever, waarin hij verhogingen van het tarief tot honderden procenten aankondigde.

## Amsterdam

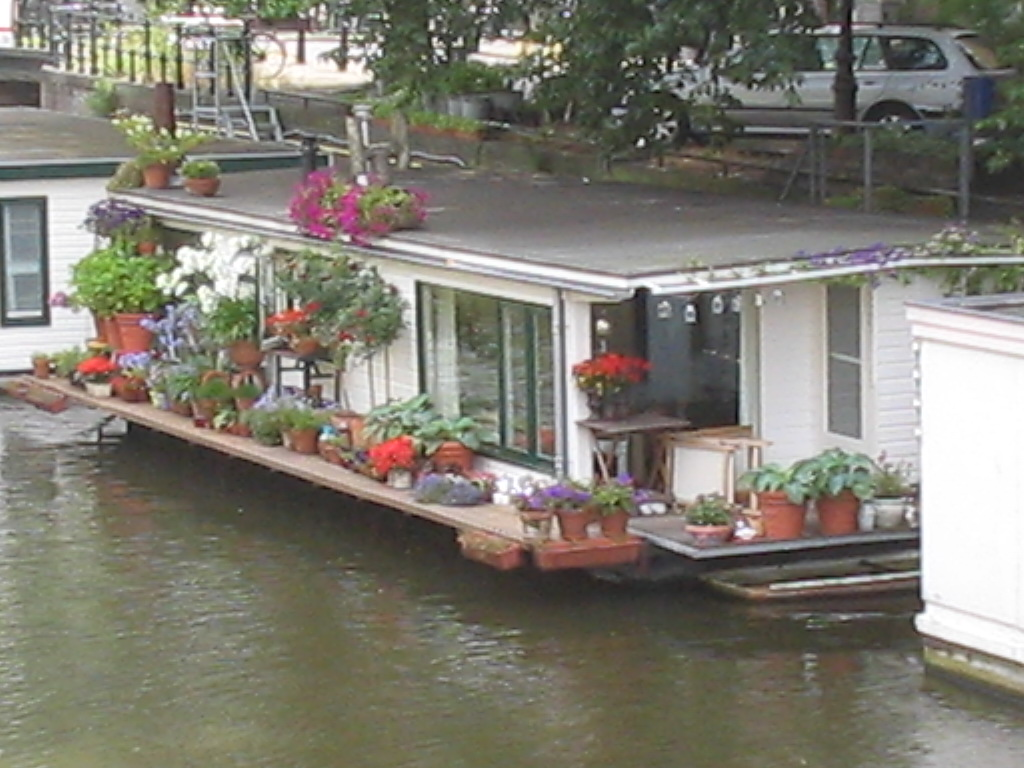
Woonboot in Amsterdam

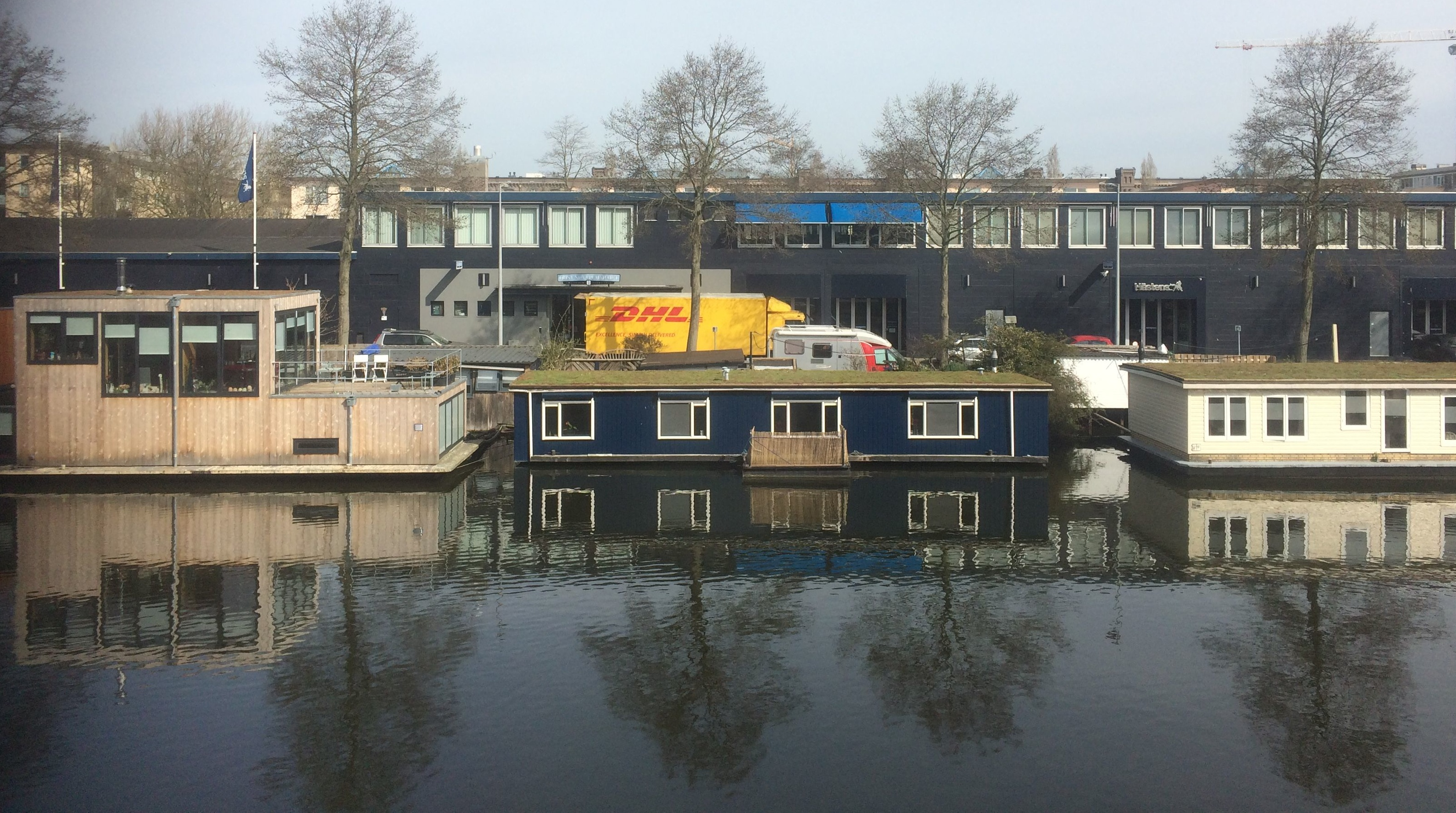
Woonboten in het lozingskanaal (Amsterdam-Zeeburg)

In Amsterdam is de grootste concentratie van woonboten in Nederland, er zijn bijna 3000 ligplaatsen in de hoofdstad.

### Geschiedenis
Uit plaatselijke wetgeving van het Amsterdams stadsbestuur uit 1652 is af te leiden dat er in deze stad toen al op boten werd gewoond. Bepaald werd, dat niemand in “leggers, schepen of toegemaeckte schuyten (mag) wonen, kachels of vuyrsteden (mag) stellen, of vertrecken afschieten om te bewonen”. In de jaren vijftig van de twintigste eeuw, toen er in Amsterdam grote woningnood was ontstaan,  gingen woonboten een vast onderdeel van het stadsgezicht uitmaken.

### Beleid
In het Amsterdams (centrum)beleid krijgen woonschepen momenteel voorkeur boven arken en scharken, vanwege uiterlijke kenmerken. Het wooncomfort van arken is doorgaans beter dan op scharken en woonschepen. Arken maken het efficiëntst gebruik van de beschikbare ligplaats, woonschepen het minst. Op sommige plaatsen kunnen arken behoorlijk uit de toon vallen in de omgeving, terwijl ze op andere plaatsen beter in de omgeving passen. Meestal geldt daarom tegenwoordig een (streng) welstandsbeleid dat wordt toegepast bij alle veranderingen en vervangingen aan alle typen woonboten.

### Verhuur
Woonboten zijn inmiddels, zeker in Amsterdam, een belangrijke toeristische trekpleister geworden. Ze horen bij de oer-Amsterdamse nautische historie. Honderden woonboten hebben een bed and breakfast aan boord, waardoor op deze boten verbleven kan worden. Voornamelijk toeristen willen een dergelijke Hollandse ervaring tijdens hun bezoek aan de stad. Dit geldt in mindere mate ook voor de steden Rotterdam, Utrecht en Leiden.